# Églé (fille de Panopée)
Pour les articles homonymes, voir Églé.
Églé ou Aeglé (en grec ancien Αἴγλη) est une mortelle de la mythologie grecque, fille de Panopée et épouse de Thésée.

## Famille
Aeglé est la fille du Phocidien Panopée, et la sœur d'Épéios. 

## Mythologie
Selon un fragment d’Hésiode rapporté par Plutarque, Thésée tomba amoureux d'Aeglé, raison pour laquelle il aurait ainsi abandonné Ariane sur l'île de Dia (Naxos), afin de pouvoir l'épousée, fait que Plutarque trouvait peu honorable et indécent car il rompait ainsi le serment qu’il avait fait à Ariane . 

## Source
- Plutarque, Vies parallèles [détail des éditions] [lire en ligne] (Thésée, XX).